# Lora Croft
Pour les articles homonymes, voir Lora et Croft.
Lora Croft, née le 17 septembre 1981 à Budapest, est une actrice hongroise de films pornographiques.

## Biographie
Elle joue parfois sous d'autres noms d'actrices, comme : Lara Craft, Laura Craft, Lora Craft, Lara Croft et Jamie Lee. Son nom fait référence au personnage de Lara Croft.
Lora grandit dans une grande famille (trois frères et une sœur). Elle étudie à l'Université d'économie de Budapest dont elle est diplômée en 2000. En 2004 elle décide de se lancer dans le X.
Ses prestations sont aussi bien hétérosexuelles que lesbiennes pour les studios (21 Sextury, Paradise Films, Red Light District Video, Private...)

## Filmographie
- Munch Time Girls 3 (2013)
- Girls Loving Girls 3 (2011)
- No Man's Land: Girls in Love 4 (2010)
- Dildo Seductions (2009)
- No Man's Land 44: Lipstick Lesbians (2008)
- No Man's Land Asian Edition 7 (2008)
- No Man's Land Asian Edition 6 (2008)
- Sisters of Sappho 3 (2008)
- Girl on Girl 3 (2007)
- Kidnapping (48 ore) (2007)
- Clit Club (2007)
- Furious Fuckers: Final Race (2007)
- Girls on Girls 11 (2007)
- Pink on Pink (2007)
- Pop Shots 8 (2007)
- No Man's Land Interracial Edition 11 (20006)
- The Private Life of Lara Stevens (2006)
- Supreme Hardcore 2 (2006)
- The Order (2006)
- Those Fuckin' Nuts (2006)
- Lesglam Four (2006)
- Lost (2006)
- Anal Antics (2006)
- Cream Pie Perfection (2006)
- Only Girls Allowed (2006)
- Pink: The Other White Meat (2006)
- Pretty Chicks 5 (2006)
- The Private Life of Lara Stevens (2006)
- Lesglam Two (2005)
- La scelta (2005)
- Le voglie di Gloria (2005)
- Beautiful Girls 18 (2005)
- The Voyeur 29 (2005)
- Petites infirmières en chaleur (White-Hot Nurses 6) (2005)
- 2 on 1 #19 (2005)
- Affari sporchi (2005)
- Ass Jam (2005)
- Assman 27 (2005)
- Belle e troie 3 (2005)
- European Meat 3 (2005)
- Exxxtraordinary Eurobabes 3 (2005)
- Gaper Maker 5 (2005)
- Private Gold 70: Sex Rebels (2005)
- Private Movies 17: A Taste of Pleasure (2005)
- Private Tropical 16: Sun, Beach & Sex (2005)
- Russian Institute: Lesson 5 (2005)
- L'infirmière lubrique (The Swindle) (2005)
- Up Euro Ass 2 (2005)
- Ass Obsessed 3 (2004)
- Dentro Valentina (2004)
- DP Fever 1 (2004) (V)
- Facial Frenzy (2004)
- Girl + Girl No. 10 (2004)
- Hot Letters 2 (2004)
- Just Fuckin' (2004)
- Legal Skin 16 (2004)
- Planting Seeds (2004)
- Totally D.P. 2 (2004)